# Ciboule
Allium fistulosum
Pour les articles homonymes, voir Ciboule (homonymie).
« Negi » redirige ici. Pour le joueur d'échecs, voir Parimarjan Negi.
Espèce
Classification APG III (2009)

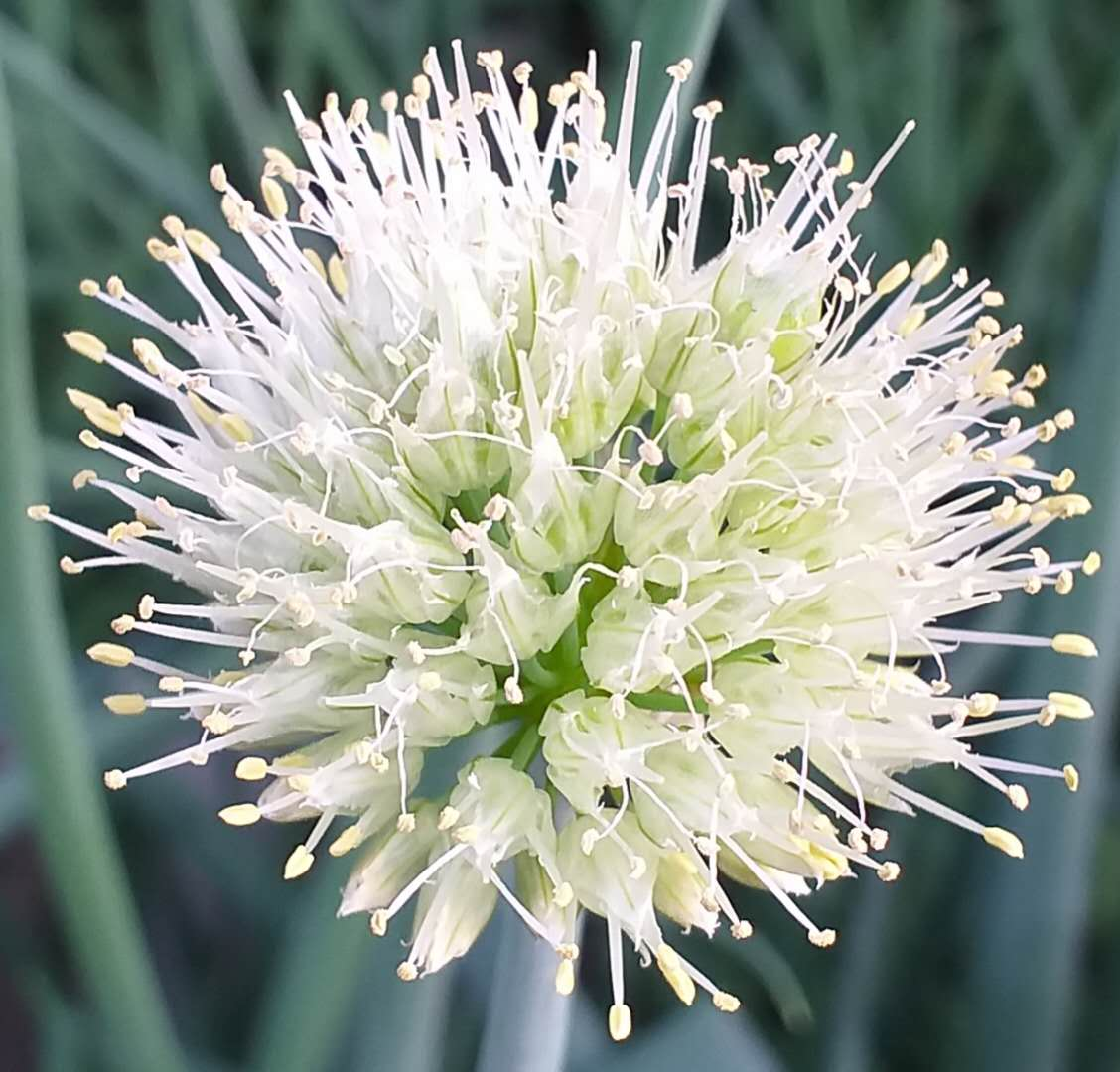
Fleur.

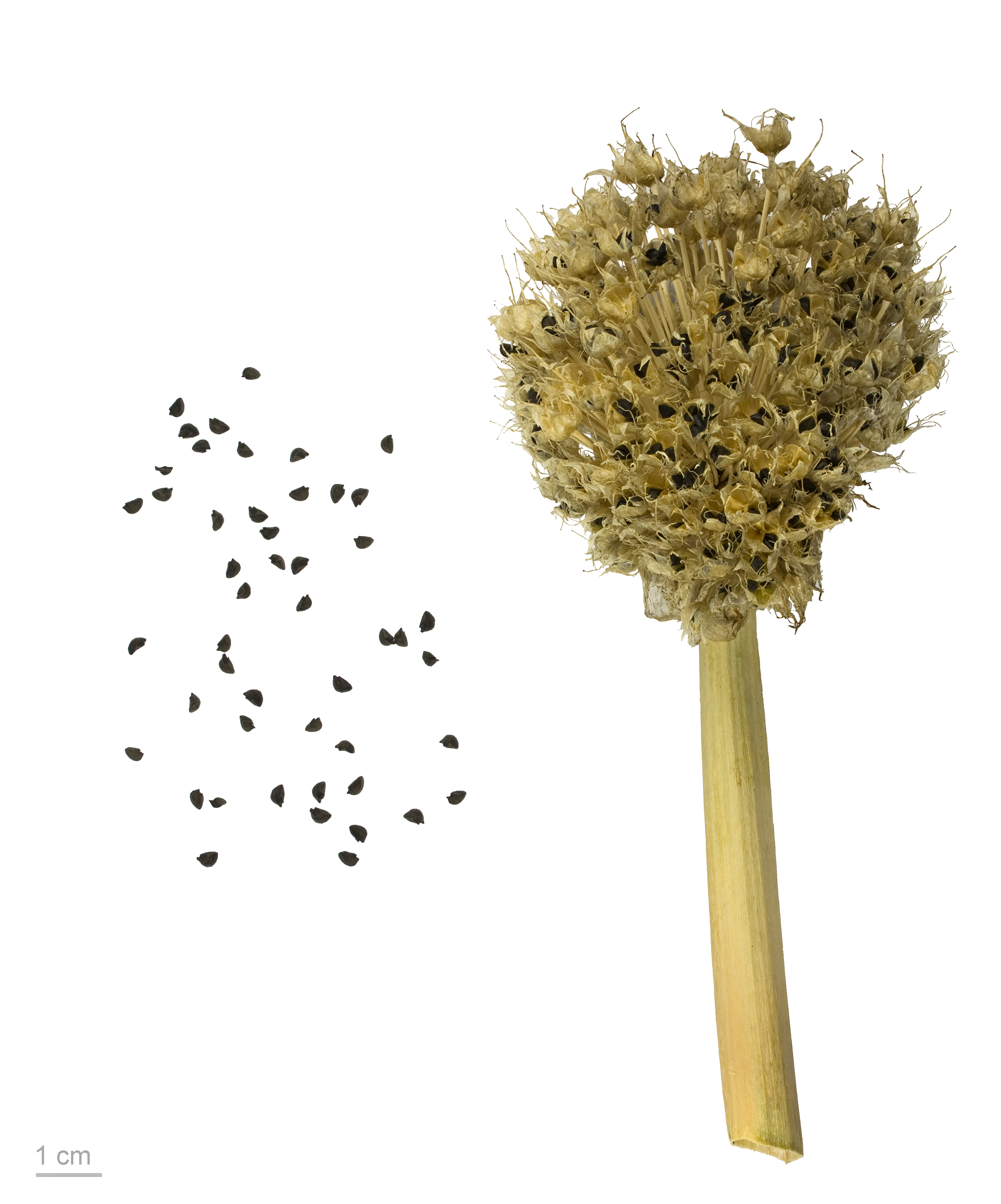
Allium fistulosum - Muséum de Toulouse.

La ciboule,, cive, cébette, oignon d'hiver, ou oignon vert au Québec, ou oignon-pays aux Antilles est une espèce (Allium fistulosum) de plantes herbacées vivaces de la famille des Amaryllidacées (ex Liliacées). Elle est cultivée pour son bulbe indistinct et ses feuilles aromatiques, au goût plus doux que l'oignon ou l'échalote, et utilisée en cuisine comme légume ou comme aromate. 
On rencontre encore les noms communs oignon d'Espagne, chiboule ou ail fistuleux. Elle est connue sous les noms de Schnittzwiebel ou Winterzwiebel en allemand, Welsh onion en anglais, cebolleta en espagnol et cipolletta en italien.

## Origine
Elle est originaire du Nord-Est de la Chine. Son ancêtre probable est Allium altaicum Pallas que l'on trouve et qui est récolté en Sibérie et en Mongolie. La ciboule est cultivée en Chine depuis au moins 200 ans avant J.C. Elle est citée dans le Livre des Odes.
C'est un ingrédient important de nombreuses cuisines d'Extrême-Orient sous le nom de 蔥 (pinyin: cōng ; prononcé « tsong » dans un ton élevé) en chinois, 葱 / ねぎ (negi) en japonais et 파 (pa) en coréen.
Elle ferait partie des plantes dont la culture est recommandée dans les domaines royaux par Charlemagne dans le capitulaire De Villis (fin du VIIIe ou début du IXe siècle).

## Description
La ciboule est une plante pérenne cultivée comme annuelle ou bisannuelle. Elle forme des touffes de 30 cm à 150 cm de haut. Le fut se transforme à la base en un bulbe indistinct, oblong de couvert de plusieurs tuniques parcheminées, lisses, brunes, rouges ou pourpres. Les Feuilles sont cylindriques, glabres et creuses, vert foncé légèrement bleutées. La hampe florale est creuse, non renflée, de 8-25 mm de diamètre.
L'Inflorescence en ombelle de forme sphérique de 3-7 cm de diamètre comprend, soit des fleurs, soit des bulbilles. Fleurs blanc-verdâtre. Les fruits sont des capsules globuleuses de 5 mm de diamètre.
Racines un peu renflées en bulbes allongés, légèrement asymétriques, blancs ou roses. 

## Variétés
L'espèce est très diversifiée et peut être récoltée à différents stades.
On peut distinguer trois variétés cultivées d'Allium fistulosum :
- la ciboule commune rouge, type le plus courant
- la ciboule blanche, plus hâtive, à saveur moins prononcée
- l'oignon tige (ou oignon-poireau, japanese bunching onion), type Ishikura long white, qui ne forme pas de bulbe et ressemble plutôt à un poireau.

Au Japon, les principaux types sont classés en quatre groupes :
- Kega : avec un seul fut court et épais qui est blanchi par enterrement
- Senja : avec quelques futs pouvant atteindre 50 cm qui sont blanchis
- Kujyo : nombreux rejets avec plusieurs feuilles consommées vertes
- Yakura negi : les inflorescences ne donnent que des bulbilles feuillées, cultivée dans les jardins familiaux pour ses feuilles vertes.

Quatre variétés sont inscrites au Catalogue officiel des espèces et variétés : Blanche hâtive, Commune rouge, Katana et Yoda. 
Près de 50 variétés sont inscrites au Catalogue européen
Plusieurs plantes appelées ciboule appartiennent à d'autres espèces :
- ciboule vivace peut désigner :  Allium lusitanicum et  Allium x cornutum'
- ciboule de Saint-Jacques peut également désigner :  Allium lusitanicum et  Allium x cornutum'
- ciboule de Chine : Allium tuberosum

## Culture
La ciboule demande un sol frais et meuble. Sa multiplication se fait par semis en place au printemps (fin mars, début avril) ou bien par division de touffes en automne. La récolte intervient au bout de 3 à 5 mois (mais il vaut mieux modérer les prélèvements la première année, afin de laisser la plante s'installer convenablement).
Prélever les feuilles au fur et à mesure, en fonction des besoins. Pour favoriser la durée de pousse des feuilles, il est conseillé de couper les tiges florales dès qu'elles apparaissent.
Dans les cultures commerciales, la récolte se fait par arrachage des touffes et la ciboule est vendue en bottes.
Les feuilles de ciboule se congèlent facilement, mais la dessiccation est également un bon moyen d'en réserver pour l'hiver.
Ennemis : la mouche de l'oignon (Delia antiqua, famille des Anthomyiidae) et la teigne du poireau.

## Utilisation
Le goût de la ciboule est intermédiaire entre l'oignon et le poireau du fait de la présence  de propényl et de propyl-cystéinesulfoxyde,.
La ciboule s'utilise souvent en entier (feuilles et bulbe) hachée ou émincée, sous forme de condiment ou en remplacement de l'oignon dont le goût est plus fort. Elle est souvent cuite - brièvement - mais peut être utilisée crue (notamment les feuilles) pour parfumer un plat en fin de cuisson comme on le ferait avec la ciboulette. Elle s'utilise pour les salades, plats sautés, soupes, sauces (sauce à la pauvre homme par exemple) etc.

### Antilles
Utilisée dans de nombreuses spécialités. On la trouve sous le nom d'oignon-pays.

### Asie
Elle est particulièrement utilisée en Extrême-Orient (Corée, Chine, Asie du Sud-Est, Japon) où elle est un ingrédient phare utilisé quasiment partout : nouilles, riz sauté, plats de viandes au wok, salades, soupes, etc. Elle sert de garniture par exemple au canard laqué où elle est émincée et accompagne la viande du canard, le tout servi dans des galettes.

### Jamaïque
Connue sous le nom d'escallion, la ciboule est combinée au thym, à l'ail, au poivron, au piment et au piment de la Jamaïque. Elle est parfois remplacée par le poireau dans les salades. On trouve souvent dans le commerce des mélanges d'épices utilisant la ciboule.
Son nom jamaïcain est probablement une variante du nom anglais scallion, qui signifie ciboule.

### Russie
La ciboule est utilisée au printemps pour ajouter de la verdure dans les salades.

## Aspect culturel
Au Japon, la ciboule est un légume récurrent tant il est présent dans la culture culinaire japonaise où il sert de condiment : 
- A ce titre une expression existe kamo ga negi o seotte kuru (鴨が葱を背負ってくる ; "un canard portant une ciboule sur le dos") qui peut signifier à la fois "se jeter dans la gueule du loup" mais aussi "tomber sur quelque chose d'inattendu, mais bien utile pour se sortir d'une situation".
- La ciboule est également l'un des emblèmes de la chanteuse vocaloïd Hatsune Miku.